# Jovençan
Jovençan – miejscowość i gmina we Włoszech, w regionie Dolina Aosty.
Według danych na styczeń 2009 gminę zamieszkiwało 745 osób przy gęstości zaludnienia 106,6 os./1 km².

## Miasta Partnerskie
- Plonéis